# Ругала се сврака врани
„Ругала се сврака врани да јој је дугачак реп” је пословични идиом у српскоме језику који се користи у ситуацији у којој неко оптужује неког другог због мане коју и сам оптужилац има, па је стога пример психолошке пројекције и лицемерја. Када би оптужени дискредитовао или одбио исказ за неправедни напад зачетника тврдње због обостране сличности (по принципу „и ти исто”), уместо да призна кривицу за обојицу, ушао би у логичку заблуду звану tu quoque.
У српскоме говорноме подручју постоје слични идиоми за овакав случај:
- Ругала се сврака врани да су јој црне очи.
- Ругала се врана гаврану да је црн.
- Ругала се сова сеници да јој је велика глава.[3]
- Ругао се лонац чајнику да је црн. (англосфера)[2]

Ова пословица је била је присутна и у античким списима. Поново је оживљена у доба рачунарских тенхологија и често се користи у интернетском сленгу. Писац фантастике Џорџ Р. Р. Мартин у свом познатом серијалу Песма леда и ватре, по којем је снимљена телевизијска серија Игра престола, често користи ову фразу.

„Да ли то чујем како врана говори гаврану да је црн?”
— Тирион Ланистер одговара евнуху Варису, Судар краљева

## Сличне теме у повести
- У старој Грчкој помињање „змије и крабе” имало је готово исто значење, у ком критичар осуђује код другога особину коју и сам има. Прво помињање ове фразе је забележено у басна песми за забаве (σκόλιον) која датира из касног 6. или раног 5. века пре нове ере.[5] Басна која се преписује Езопу односи се на мајку крабу и њене младунце, у којој мајка каже детету да хода право, те је заузврат замољена да покаже како се то ради.[6]
- Иста тема различито описана јавља се и у арамејској верзији приче о Ахијакару, која датира из приближно 500. године пре нове ере. „Драча посла нару рекавши: ’Откуд мноштво трња твога ономе ко се дотакне плода твога?’ Дрво нара одговори и рече драчи: „Све си трње за онога који те се дотакне.”[7]
- У светој књизи Јевреја Талмуду пише: „Не приписуј ближњему својему ману” и „Човек жигоше другог својом маном.”[8]
- У Новоме завјету позната парабола[9] о труну и брвну из Јеванђеља од Матеја, која се преписује Исусу Назарећанину и његовој „Бесједи на гори”, говори о критикама мање значајног пропуста од стране оних који су чинили и горе пропусте: „А зашто видиш трун у оку брата свога, а брвно у оку своме не осјећаш? Или, како ћеш рећи брату своме: стани да ти извадим трун из ока твога; а ето брвно у оку твоме? Лицемерје, извади најпре брвно из ока свога, па ћеш онда видјети извадити трун из ока брата свога” (Мт. 7, 3—5).